# Bruno Engelmeier
Bruno Engelmeier (ur. 5 września 1927 w Wiedniu, zm. 2 lipca 1991) – austriacki piłkarz grający na pozycji bramkarza. W swojej karierze rozegrał 10 meczów w reprezentacji Austrii.

## Kariera klubowa
Swoją karierę piłkarską Engelmeier rozpoczął w klubie First Vienna FC. W 1946 roku awansował do kadry pierwszego zespołu. W sezonie 1946/1947 zadebiutował w jego barwach w austriackiej Bundeslidze. Od czas debiutu był podstawowym bramkarzem First Vienna. Wiosną 1954 roku był wypożyczony do FC Wien. W sezonie 1954/1955 wywalczył z First Vienna mistrzostwo Austrii. W First Vienna występował do zakończenia sezonu 1957/1958. W klubie tym rozegrał 191 meczów ligowych.
Latem 1958 Engelmeier przeszedł do 1. Simmeringer SC. W klubie tym występował do zakończenia swojej kariery, czyli do końca sezonu 1960/1961. W Simmeringer wystąpił 41 razy.
| Sezon   | Klub              | Kraj    | Rozgrywki  | Mecze | Bramki |
| ------- | ----------------- | ------- | ---------- | ----- | ------ |
| 1946/47 | First Vienna FC   | Austria | Bundesliga | 20    | 0      |
| 1947/48 | First Vienna FC   | Austria | Bundesliga | 11    | 0      |
| 1948/49 | First Vienna FC   | Austria | Bundesliga | 18    | 0      |
| 1949/50 | First Vienna FC   | Austria | Bundesliga | 23    | 0      |
| 1950/51 | First Vienna FC   | Austria | Bundesliga | 22    | 0      |
| 1951/52 | First Vienna FC   | Austria | Bundesliga | 25    | 0      |
| 1952/53 | First Vienna FC   | Austria | Bundesliga | 13    | 0      |
| 1953/54 | First Vienna FC   | Austria | Bundesliga | 7     | 0      |
| 1953/54 | FC Wien           | Austria | Bundesliga | 10    | 0      |
| 1954/55 | First Vienna FC   | Austria | Bundesliga | 0     | 0      |
| 1955/56 | First Vienna FC   | Austria | Bundesliga | 19    | 0      |
| 1956/57 | First Vienna FC   | Austria | Bundesliga | 21    | 0      |
| 1957/58 | First Vienna FC   | Austria | Bundesliga | 12    | 0      |
| 1958/59 | 1. Simmeringer SC | Austria | Bundesliga | 24    | 0      |
| 1959/60 | 1. Simmeringer SC | Austria | Bundesliga | 10    | 0      |
| 1960/61 | 1. Simmeringer SC | Austria | Bundesliga | 7     | 0      |

## Kariera reprezentacyjna
W reprezentacji Austrii Engelmeier zadebiutował 25 września 1949 roku w wygranym 3:1 meczu Pucharu Dr. Gerö 1948/53 z Czechosłowacją. W 1958 roku został powołany do kadry na mistrzostwa świata w Szwecji. Na nich był rezerwowym bramkarzem i nie rozegrał żadnego meczu. Od 1949 do 1958 roku rozegrał w kadrze narodowej 10 meczów.
| Mecze i gole w reprezentacji | Mecze i gole w reprezentacji | Mecze i gole w reprezentacji | Mecze i gole w reprezentacji | Mecze i gole w reprezentacji | Mecze i gole w reprezentacji | Mecze i gole w reprezentacji |
| #                            | Data                         | Stadion                      | Rywal                        | Wynik                        | Gol                          | Rozgrywki                    |
| 1949                         | 1949                         | 1949                         | 1949                         | 1949                         | 1949                         | 1949                         |
| ---------------------------- | ---------------------------- | ---------------------------- | ---------------------------- | ---------------------------- | ---------------------------- | ---------------------------- |
| 1.                           | 25.09.1949                   | Wiedeń, Austria              | Czechosłowacja               | 3:1                          | 0                            | Puchar Dr. Gerö 1948/53      |
| 2.                           | 13.11.1949                   | Belgrad, Jugosławia          | Jugosławia                   | 5:2                          | 0                            | towarzyski                   |
| 1955                         |                              |                              |                              |                              |                              |                              |
| 3.                           | 23.11.1955                   | Wrexham, Walia               | Walia                        | 2:1                          | 0                            | towarzyski                   |
| 1956                         |                              |                              |                              |                              |                              |                              |
| 4.                           | 02.05.1956                   | Glasgow, Szkocja             | Szkocja                      | 1:1                          | 0                            | towarzyski                   |
| 5.                           | 17.06.1956                   | Zagrzeb, Jugosławia          | Jugosławia                   | 1:1                          | 0                            | Puchar Dr. Gerö 1955/57      |
| 6.                           | 30.09.1956                   | Wiedeń, Austria              | Luksemburg                   | 7:0                          | 0                            | el. MŚ 1958                  |
| 7.                           | 14.10.1956                   | Wiedeń, Austria              | Węgry                        | 0:2                          | 0                            | towarzyski                   |
| 8.                           | 09.12.1956                   | Genua, Włochy                | Włochy                       | 1:2                          | 0                            | Puchar Dr. Gerö 1955/57      |
| 1957                         |                              |                              |                              |                              |                              |                              |
| 9.                           | 10.03.1957                   | Wiedeń, Austria              | RFN                          | 2:3                          | 0                            | towarzyski                   |
| 10.                          | 19.11.1957                   | Berlin Zachodni, RFN         | RFN                          | 2:2                          | 0                            | towarzyski                   |